# Спортинг Маонес
«Спортинг Маонес» (исп. CF Sporting Mahonés) — бывший испанский футбольный клуб из города Маон, в автономном сообществе Балеарские острова. Домашние матчи проводил на стадионе «Бинтауфа», вмещающем 3 000 зрителей. В Примере и Сегунде команда никогда не выступала, лучшим результатом является 5-е в Сегунде B в сезоне 1988/89. 23 января 2012 года руководство объявило клуб банкротом, что подразумевало расформирование первой команды.

## Сезоны по дивизионам
- Сегунда B - 9 сезонов
- Терсера - 26 сезонов
- Региональные лиги - 3 сезона

## Достижения
- Терсера
  - Победитель: 1986/87

## Известные игроки
- Исмаэль
- Виктор Торрес Местре
- Висенте Энгонга
- Элой Казальс

## Известные тренеры
- Жоан Сегарра